# 永州镇
永州镇，是中华人民共和国广西壮族自治区南宁市马山县下辖的一个乡镇级行政单位。
永州镇地处马山县最西端，离县城84公里，地处南宁、百色、河池三市交界处，西与苹果县交界，南与州圩乡相连，北与大化县毗邻。全镇共辖9个行政村，104个自然屯，辖区总面积106.95平方公里，耕地面积1350.13公顷，其中水田794.67公顷，旱地555.46公顷，总人口28458人，居住着壮、瑶、汉三个民族。
主要粮食作物是水稻、玉米，经济作物有黄豆、花生、竹子等，盛产山羊，麻鸭、米酒等土特产。永州镇子1998年8月撤乡设镇，是马山县新兴起的一个镇，经过几年的努力，该镇已初步进入城镇化阶段，现有城镇人口4747人，在城从业人员3281人，全镇有三个集市，即永固集市、德育集市、定罗集市，永固集市是永州镇政治、经济文化交流中心，各项集镇基础设施建设较为齐全。

## 行政区划
永州镇下辖以下地区：
永州村、台山村、青春村、五弄村、胜利村、俊龙村、大旺村、造加村、德育村、坡更村、宁寿村、三村、州圩村、平山村、亲爱村、永久村、龙角村和青山村。